# Chrystus ukazuje się ludowi
Chrystus ukazuje się ludowi (ros. Явление Христа народу) – obraz olejny na płótnie rosyjskiego malarza Aleksandra Iwanowa malowany z przerwami w latach 1837–1857, znajdujący się w kolekcji Galerii Tretiakowskiej w Moskwie.

## Okoliczności powstania obrazu
Aleksandr Iwanow pracował nad dziełem przedstawiającym spotkanie Jezusa Chrystusa z Janem Chrzcicielem i ludźmi otrzymującymi od niego chrzest przez dwadzieścia lat. W celu jak najbardziej realistycznego oddania grupy ludzkich postaci, jaka miała pojawić się na obrazie, wykonał szereg szkiców i studiów, które były następnie wystawiane jako odrębne dzieła (np. Głowa świętego Jana Chrzciciela, Na brzegu Zatoki Neapolitańskiej).
Ponad sto szkiców, liczne rysunki, dużej wielkości próby malarskie, z których większość przy użyciu farby olejnej, poprzedziły ukończenie dzieła. Autor, wracając z Włoch do Petersburga, zabrał ze sobą mające 540 na 750 cm dzieło.
Ostateczne zakończenie prac nad obrazem miało miejsce w 1857. Malarz wykonał obraz całkowicie w duchu akademizmu historycznego, zgodnie z zasadami, jakich nauczył się w czasie studiów w Petersburgu.
W okresie, w którym twórca, przebywający wówczas w Rzymie, zabrał się do pracy nad dziełem, pojawiały się w kulturze wzbudzające emocje teorie, podważające prawdziwość chrześcijaństwa oraz historyczność osoby Chrystusa i pism Nowego Testamentu. W 1835 David Friedrich Strauss wydał książkę Das Leben Jesu. Kritisch bearbeitet, którą w 1850 przeczytał Iwanow. Był już wówczas w trakcie pracy nad obrazem.
Na obrazie przedstawiona została scena z Nowego Testamentu: św. Jan Chrzciciel nad wodami Jordanu głoszący chrzest nawrócenia i pokuty. Poprzednik Pański proponował Żydom swoich czasów symboliczny gest zanurzenia, który miał być wyrazem gotowości i wezwania, by Bóg wypełnił w historii to, co zostało zapowiedziane przez starotestamentalnych proroków. Był to również gest wyrażający pokorne uznanie, że o własnych siłach nie jest się w stanie człowiek sam zbawić. Tradycja ewangeliczna nazwała Jana „głosem, który woła na puszczy”. Działalność Jana miała być wypełnieniem starotestamentalnego proroctwa Izajasza, który wzywał do przygotowania „drogi dla Pana na pustyni”. Jan Chrzciciel miał się jednak zorientować, iż wiele osób przystępowało do tego rytu formalnie, bez zaangażowania wewnętrznego. Zaczął im to gorzko wypominać. Według Jana, żadna kąpiel nie pomoże, trzeba rzeczywistego nawrócenia, by okazać się gotowymi na wypełnienie się czasu. Potrzeba prawdziwego otwarcia się na Bożą interwencję w czasie. Jak podaje ewangelista Mateusz, Jan był świadomy, iż mający się wkrótce objawić Jezus, jest mocniejszy i potężniejszy od niego: „Ma On wiejadło w ręku i oczyści swój omłot (...) plewy spali w ogniu nieugaszonym”. Mesjasz miał odseparować sprawiedliwych od niesprawiedliwych.
Tytuł nadany obrazowi przez artystę nieznacznie różni się od jego najpopularniejszej, zawartej w większości opracowań wersji: brzmiał on pierwotnie Явление Мессии народу (tj. Mesjasz ukazuje się ludowi).

## Opis i wymowa obrazu
Na pierwszym planie dzieła Iwanow umieścił grupę ludzi słuchających nauk Jana Chrzciciela i przygotowujących się do chrztu w Jordanie. Część z nich przedstawiona jest nago, tuż przed zanurzeniem się w rzece. Sam prorok usytuowany jest w centralnej części obrazu. Iwanow przedstawił Jana Chrzciciela zgodnie z tradycją ikonograficzną: posiada on strój ze skóry wielbłądziej, długi płaszcz i coś w rodzaju laski pasterskiej w ręce. Jan Chrzciciel energicznym gestem wskazuje swoim naśladowcom postać zbliżającego się Jezusa. Zgromadzeni – ludzie w różnym wieku, różnego stanu społecznego, mężczyźni i kobiety – żywo reagują. Większość zwraca twarz ku nadchodzącemu, na ich twarzach pojawia się nadzieja na zmianę w ich życiu. Chrystus przedstawiony został na dalszym planie, w majestatycznej, lecz spokojnej pozie: ubrany w niebieskie i czerwone szaty powoli zbliża się do zgromadzonych wokół Jana Chrzciciela. Tłem obrazu są góry oraz miasto położone w znajdującej się przed nimi dolinie.
Aleksandr Iwanow był człowiekiem głęboko wierzącym i pragnął poprzez siłę wyrazu swojego dzieła wskazać wszystkim widzom właściwą drogę życiową, za jaką uważał chrześcijaństwo. Jego zdaniem szczerze realizowanie zasad wiary w życiu codziennym przyniosłoby również sprawiedliwość społeczną i wyzwolenie od wszelkiego ucisku. Stąd przedstawiony na obrazie Jan Chrzciciel został ukazany nie tyle jako głosiciel odmiany duchowej jednostek, a jako społeczny przywódca, głoszący rychłą poprawę sytuacji ludu.

## Recepcja
Chrystus ukazuje się ludowi jest pierwszym obrazem w historii malarstwa rosyjskiego, gdzie głównym tematem dzieła jest właśnie lud, ukazany poprzez grupę osób w różnym wieku i o różnym pochodzeniu, silnie zróżnicowanych psychologicznie. Mimo swojego nowatorstwa, dzieło po swoim pierwszym wystawieniu w Rosji, rok po namalowaniu, stało się przedmiotem silnych kontrowersji. Mimo tego w tym samym roku obraz zakupił car Aleksander II Romanow, który przekazał go do Publicznego Rumiancewskiego Moskiewskiego Muzeum. Od lat 30. XX wieku obraz wchodzi w skład zbiorów Galerii Tretiakowskiej.